# Hypogeophis rostratus
Genre
Espèce
Synonymes
- Coecilia rostrata Cuvier, 1829
- Hypogeophis guentheri Boulenger, 1882
- Hypogeophis rostratus praslini Parker, 1958
- Hypogeophis rostratus lionneti Taylor, 1969

Statut de conservation UICN

 LC  : Préoccupation mineure
Hypogeophis rostratus, unique représentant du genre Hypogeophis, est une espèce de gymnophiones de la famille des Indotyphlidae.

## Répartition
Cette espèce est endémique des Seychelles. Elle se rencontre dans les îles de Mahé, de Praslin, de La Digue, de Félicité, de Frégate, de Sainte Anne, de Cerf, de Grande Sœur, de Curieuse et de Silhouette.

## Publications originales
- Cuvier, 1829 : Le Règne Animal Distribué, d'après son Organisation, pour servir de base à l'Histoire naturelle des Animaux et d'introduction à l'Anatomie Comparé. Nouvelle Edition [second edition]. Vol. 2. Les Reptiles. Déterville, Paris, p. 1-406 (texte intégral).
- Peters, 1880 "1879" : Über die Eintheilung der Caecilien und insbesondere über die Gattungen Rhinatrema und Gymnopis. Monatsberichte der Königlichen Preussischen Akademie der Wissenschaften zu Berlin, vol. 1879, p. 924-945 (texte intégral).